# Gaspara Stampa
Gaspara Stampa (Padua, 1523-Venecia, 23 de abril de 1554) fue una poetisa italiana.

## Biografía
Nacida en Padua alrededor de 1523 en una familia noble oriunda de Milán, después de la muerte de su padre, Bartolomeo Stampa (mercante de joyería) en 1530, Gaspara Stampa se trasladó a Venecia con su madre, Cecilia (que era veneciana), su hermano Baldassarre, que también era poeta y su hermana Cassandra, cantante profesional. Suficientemente educada en literatura y música, por cuenta de su fuerte personalidad, Gaspara vivió diversas experiencias amorosas libres, que influyeron profundamente en su vida y en su producción poética. Los románticos veían en ella una nueva Safo, aunque su vida haya sido corta pero vivida intensamente. La historia de la poetisa debe ser analizada dentro del contexto de su época, donde las relaciones sociales, inclusive amorosas, debían ser cumplidas por medio de un ceremonial y de una serie de convenciones específicas. Entre estas relaciones, debe ser destacada la que ella mantuvo con el conde Collaltino di Collalto, que duró cerca de tres años (1548-1551) y terminó con el abandono de la poetisa, que experimentó una profunda crisis religiosa.

## Obras
- Rime (obra póstuma)